# Pangio shelfordii
Pangio shelfordii es una especie de pez de la familia Cobitidae en el orden de los Cypriniformes.

## Morfología
• Los machos pueden llegar alcanzar los 8 cm de longitud total.
- Número de  vértebras: 46-51.[1][2]

## Hábitat
Vive en zonas de clima tropical entre 24 °C - 30 °C de temperatura.

## Distribución geográfica
Se encuentra en Sumatra y Borneo.